# ANAクラウンプラザホテル秋田
ANAクラウンプラザホテル秋田（ANAクラウンプラザホテルあきた､英: ANA Crowne Plaza Akita）は、秋田県秋田市にあるシティホテルである。秋田駅前の再開発ビルである秋田中央ビルディングの上層部に入る。

## 概要
秋田駅前は、戦後間もなくバラック建ての商店街「金座街」が形成され発展したが、隘路や雑然としていたため、防災上や美観さらには都市機能の観点からの問題が指摘されていた。このため、1974年（昭和49年）3月、秋田市によって「秋田駅前市街地再開発事業基本計画」 が策定され、市街地再開発事業における都市計画が決定した。これを受け、地区の中核施設とすべく旧仙台高等裁判所秋田支部跡地に建てられた秋田中央ビルディングに、1984年（昭和59年）5月、日本ビューホテルグループの「秋田ビューホテル」として開業した。2019年（令和元年）6月、トリップアドバイザーの選ぶエクセレンス認証を受けた。

### リブランド

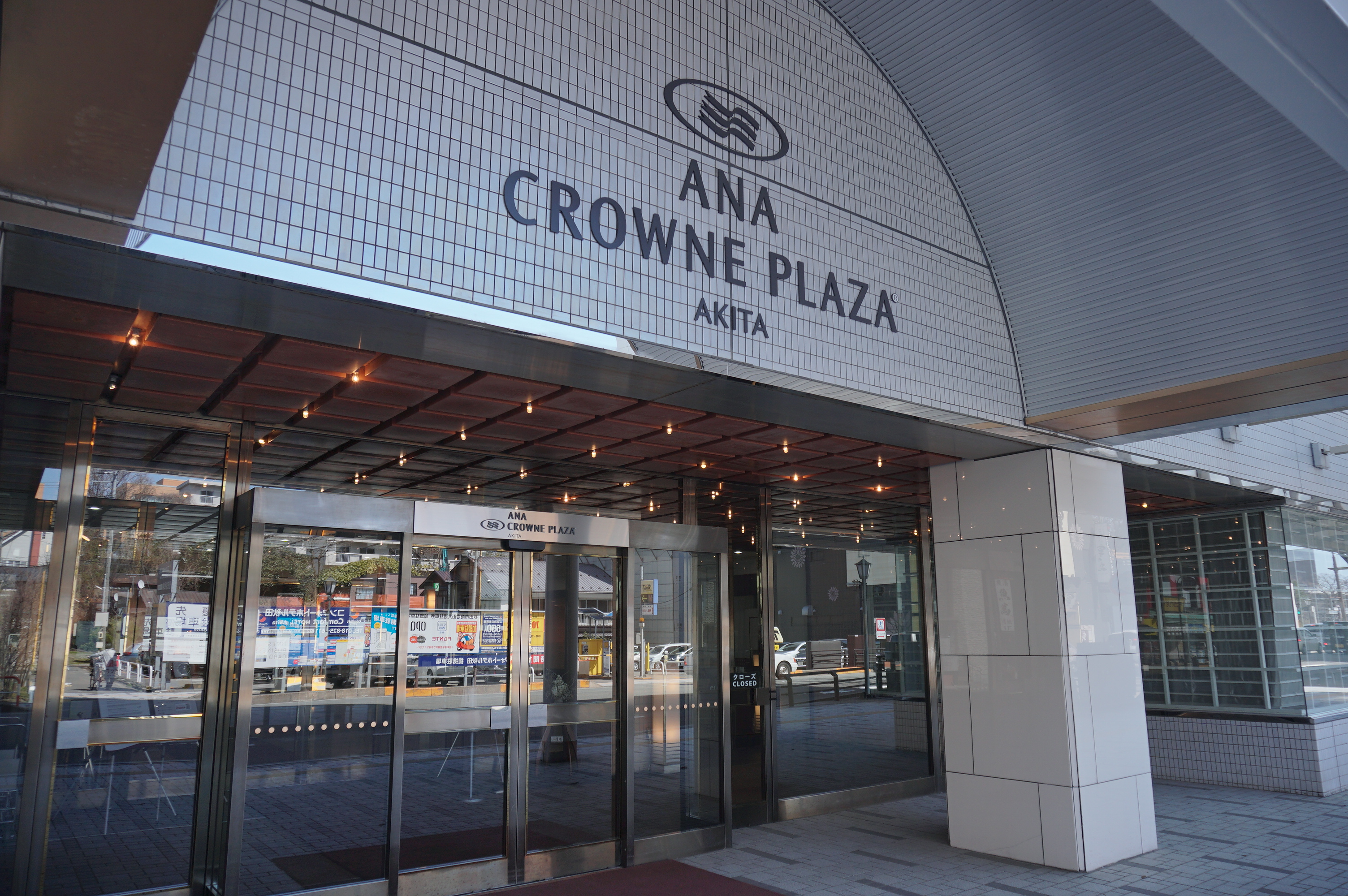
エントランス（2022年4月撮影）

2021年（令和3年）4月30日、日本ビューホテルからホテルやスキー場の運営を手掛けるアビラ（長野県飯山市）に事業譲渡され、同日付で「秋田ホテル」に改称し、5月24日、アビラが英国系の大手ホテルチェーンIHG・ANA・ホテルズグループジャパンと運営受託契約と結んだと発表した。これに伴い、12月に名称は「ANAクラウンプラザホテル秋田」に再度改められ、2022年（令和4年）冬までにフロント、客室は全面的に刷新され、レストラン、宴会場も部分的に改装される。工事中も営業は継続する。

## 施設
チャペル挙式場や神前挙式場の結婚式場、宴会場、レストラン、トレーニングジムなどの施設をもつ大型シティホテルであり、高層階からは、秋田駅を始め、太平山地の主峰である太平山や久保田城の本丸・二の丸跡地に整備された千秋公園など市内を眺めることが出来る。なお、ホテルのある秋田中央ビルディングのB1F-2Fには百貨店の西武秋田店（そごう・西武）が入居している。
　

### 客室
- 総客室数：203室

### 宴会場
- 4F「シリウス」 - 面積1,000㎡（302坪）のホテル最大の宴会場。
- 4F「ベガ」 - 面積400㎡（121坪）の宴会場。

4Fは上記2つとホワイエを合わせることで、最大2,500名収容可能。
- 5F「カペラⅠ」 - 面積90㎡（27坪）の宴会場。
- 5F「カペラⅡ」 - 面積90㎡（27坪）の宴会場。
- 5F「スピカⅠ」 - 面積40㎡（12坪）の宴会場。
- 5F「スピカⅡ」 - 面積40㎡（12坪）の宴会場。
- 5F「レグルスⅠ」 - 面積25㎡（7.5坪）の宴会場。
- 5F「レグルスⅡ」 - 面積25㎡（7.5坪）の宴会場。
- 5F「アトリアⅠ」 - 面積25㎡（7.5坪）の宴会場。
- 5F「アトリアⅡ」 - 面積25㎡（7.5坪）の宴会場。
- 5F「リゲル」 - 面積80㎡（24坪）の宴会場。

### 結婚式場
- 6F ガーデンチャペル「ラポール・ブリュ」
- 5F 神殿「瑞咲殿」
- 5F　ウエディングサロン
- ホテル周辺の神社「八幡秋田神社」「秋田護国神社」「太平山三吉神社」で式が挙げられる。
- ステラウエディングTVCMシリーズ（「結婚式当日篇」･「チャペル篇」･「披露宴篇」･「披露宴料理編」）が2012年度の秋田広告協会賞を受賞｡秋田テレビ（AKT）のお天気フィラーとして放映されていた[6]。

### レストラン＆バー
- 12F スカイグリルビュッフェレストラン「空桜」（SORA）

ホテル開業30周年を迎えた際にリニューアルオープンしたレストラン。シェフが目の前で調理するライブキッチンと呼ばれるスタイルで､450㎡の空間で和洋中料理をバイキング形式で楽しむ事が出来る。
- 12F 鉄板焼「空桜」（SORA)

特選黒毛和牛や秋田県産錦牛などを目の前で焼き上げる本格的鉄板焼レストラン
- 1F 中華料理 「花梨」（Karin)

広東料理とモダンシノワを融合した高級中国料理レストラン。香港のコロニアル風インテリアをイメージした高級感あふれる内装が特徴。個室も完備。
- 1F ラウンジ「THE LOUNGE」

コーヒー、紅茶、アフタヌーンティーなどがあり、テイクアウトコーナーも併設している。
- 6F　ビアテラス

夏季限定でバーベキュー営業を行っている。

### その他施設
- 6F　クラブラウンジ

クラブルームの宿泊者専用ラウンジ、チェックイン、チェックアウトの手続き、ティータイム、カクテルサービスがある。
- 6F　宿泊者専用のフィットネスジム　24時間営業
- 5F　衣裳室「フェリーチェ・ヴィータ」
- 1F　コワーキングスペース

宿泊者は無料で利用可能なビジネススペース。一般客は有料。フリーWi-Fiを完備。
- 1F　ザ・ステューディオ

ロビーエリアにあるミーテイングスペース
- 1F　ロビー展示スペース

秋田県の工芸品の展示販売を行っている。

## アクセス
位置情報
- 北緯39度43分2.7秒東経140度07分34.9秒

鉄道利用
- 東日本旅客鉄道（JR東日本）秋田駅西口より徒歩約3分

自動車利用
- E7 秋田自動車道 秋田中央インターチェンジより約10分

飛行機利用
- 秋田空港より秋田中央交通リムジンバスにて約35分、東日本旅客鉄道（JR東日本）秋田駅西口下車徒歩約3分